# アルトゥル・ソビエフ
アルトゥル・ソビエフ（ポーランド語: Artur Sobiech, 1990年6月12日 - ）は、ポーランド・ルダ・シロンスカ出身の同国代表元サッカー選手。現役時代のポジションはフォワード。

## 経歴
2008年にポーランドのルフ・ホジューフでプロデビューを果たした。
2010年7月、ポロニア・ワルシャワに移籍した。
2011年7月には、ドイツのハノーファー96に3年契約で移籍した。
2018年8月には母国ポーランドに戻り、レヒア・グダニスクに3年契約で移籍した。デビュー戦となるザグウェンビェ・ルビン戦ではハットトリックを達成した。2018-19ポーランド・カップでは4試合に出場し、ヤギエロニア・ビャウィストクとの決勝戦で後半延長6分に決めた決勝点を含め、3得点を挙げる活躍を見せた。
2020年1月にTFF1.リグ（トルコ2部）のファティ・カラギュムリュクSKに移籍した。

## 代表歴
2009年からポーランド代表の各世代でプレーしており、2010年5月29日のフィンランド代表戦との親善試合でA代表デビューを果たした。2012年5月22日のラトビア戦で代表初得点。

## タイトル

### クラブ
レヒア・グダニスク
- ポーランド・カップ : 2018-19
- ポーランド・スーパーカップ : 2019